# Helme (río)

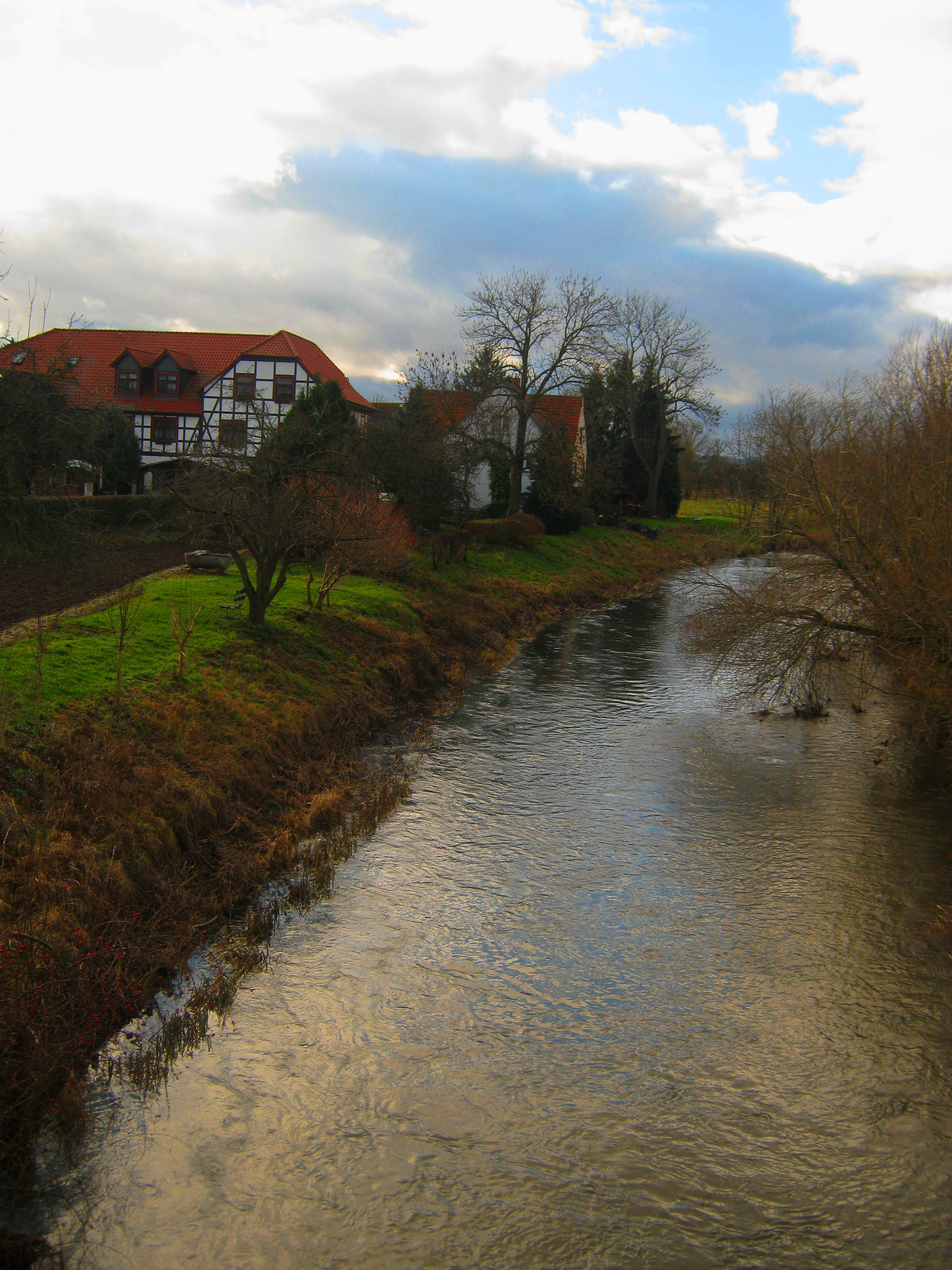
Río Helme, con la "Weidenmühle" cerca de Kelbra

El río Helme nace en el estado de Turingia y discurre a lo largo de 65 km por Alemania Central. Es un afluente del río Unstrut y forma una cuenca de 1.318 km².

## Curso
El cauce del Helme tiene una longitud de 65 km aproximadamente. Su manantial se ubica al poniente del poblado de Stöckey en la vertiente oriente del Silkeröder Hügelland. El cauce más largo está formado por la secuencia de afluentes Steinaer Bach-Ichte-Helme, con 90,3 km de longitud. El Steinaer Bach nace en la ladera suroeste del cerro Stöberhai, en el extremo noroeste de la cuenca, en el sur de las montañas del Harz. Dicho cerro a la vez es con 720 m sobre el nivel de mar, formando también el punto más elevado de la cuenca. La parte más elevada de este cerro está completamente dentro de la cuenca, pero a varios cientos de metros desde allí hacia el norte, noroeste y oeste se encuentra el parteagua noroeste. La parte más baja está en la desembocadura principal del río Helme al río Unstrut en el poblado de Kalbsrieth, con una elevación de aproximadamente 121 m s. n. m., en el extremo sureste de la cuenca. Así, la dirección predominante es del oeste-noroeste hacía este-sureste. 
Los afluentes secundarios principales son:  Ichte,  Zorge, Thyra, Bennunger Leine, Gonna, Rohne; todos de la izquierda, desde las montañas del Harz. Existen más cauces laterales de menor importancia de ambos lados del Helme, muchos de estos llevando agua únicamente durante e inmediatamente después episodios de lluvia abundante. 

### Represas
Existen varias represas, como es el embalse de Schiedungen y el embalse de Kelbra, este último importante en el manejo de los recursos hidráulicos de la cuenca, zona turística que, forma además  parte del sitio Ramsar 176 y de otra área natural protegido de flora y fauna y un santuario de aves, los cuales se unen aquí. Además, existen varias represas menores en los afluentes laterales provenientes del Harz, los cuales forman parte de la cuenca. El Stausee Kelbra fue inaugurado en el año 1966. Fue construido para prevenir las inundaciones que ocurrieron con cierta frecuencia al inicio de la primavera en la densamente poblada cuenca baja, debido al deshielo en las montañas del Harz en la cuenca alta. También para contar con agua para regar durante los veranos más cálidos y secos. El proceso de azolvamiento (acumulación de sedimentos) de la presa se acelera, debido los efectos del cambio climático[cita requerida], además a la falta de manejo de cuenca hidrográfica, lo cual es resultado de la división político-administrativa de la cuenca.

## Cuenca hidrográfica
El río Helme (sistema de numeración de cuerpos de agua alemana n.° 5648)  es tributario del Unstrut (n.º 564), el cual confluye a su vez en el río Saale ( n.° 56), formando parte de la cuenca mayor del río Elba (n.° 5) que desemboca en el mar del Norte, cerca de la ciudad de Cuxhaven. El río Helme en la parte baja es entrelazado con varios canales con el río Kleine Helme (n.° 5647.6), formando una unidad inseparable con dos salidas independientes al río Unstrut, consideradas como una sola unidad, con una cuenca total de 1369,2 km2 .

### Ubicación geográfica
El río y su cuenca se ubica en el centro de Alemania. La cuenca del río Helme (incluyendo de la entrelazada y así inseparable Kleine Helme con una superficie total de 1369,2 km2) forma toda la parte norte de la cuenca del río Unstrut. Drena la vertiente sur del sistema montañosa del Harz y las vertiente norte de los sistemas montañosas menores del Windleite y Kyffhäuser; además la vertiente oriente del Silkeröder Hügelland y vertiente poniente del Ziegelrodaer Forst.  El eje central de la cuenca forma el valle (llanura) del Goldene Aue (Vega Dorado).  Entre el Harz y la Goldene Aue se encuentra la franja orográfica Südharzer Zechsteingürtel, el cual junto con la Goldene Aue se ubica completamente dentro de la cuenca. Es muy importante aportador de agua para debido a los relativamente altos niveles de precipitación en la montaña del Harz.  

### Ubicación política-administrativa
La cuenca se desarrolla en 3 estados: Baja Sajonia (Niedersachsen) con un total de 9,35 %, Turingia (Thüringen) con 43,88 % y Sajonia-Anhalt con 46,77 % de la superficie.
- El extremo noroeste de la cuenca se encuentra en el extremo sureste del estado de la Baja Sajonia. Abarca en su mayor parte el oriente del Distritos de Göttingen, antes Distrito de Osterrode am Harz; con el poblado de Hohegeiss también al extremo sur del distrito de Goslar.
- El tramo de la cuenca en Turingia abarca la mayor parte (centro y norte) del Distrito de Nordhausen, una pequeña parte del extremo noreste del distrito de Eichsfeld (comunidades de Stöckey y Epschenrode). En el extremo sureste (la parte más baja), el distrito Kyffhäuserkreis. También allí es el extremo Norte del estado de Thüringen, el cual forma otra parte de la cuenca del Río Helme.

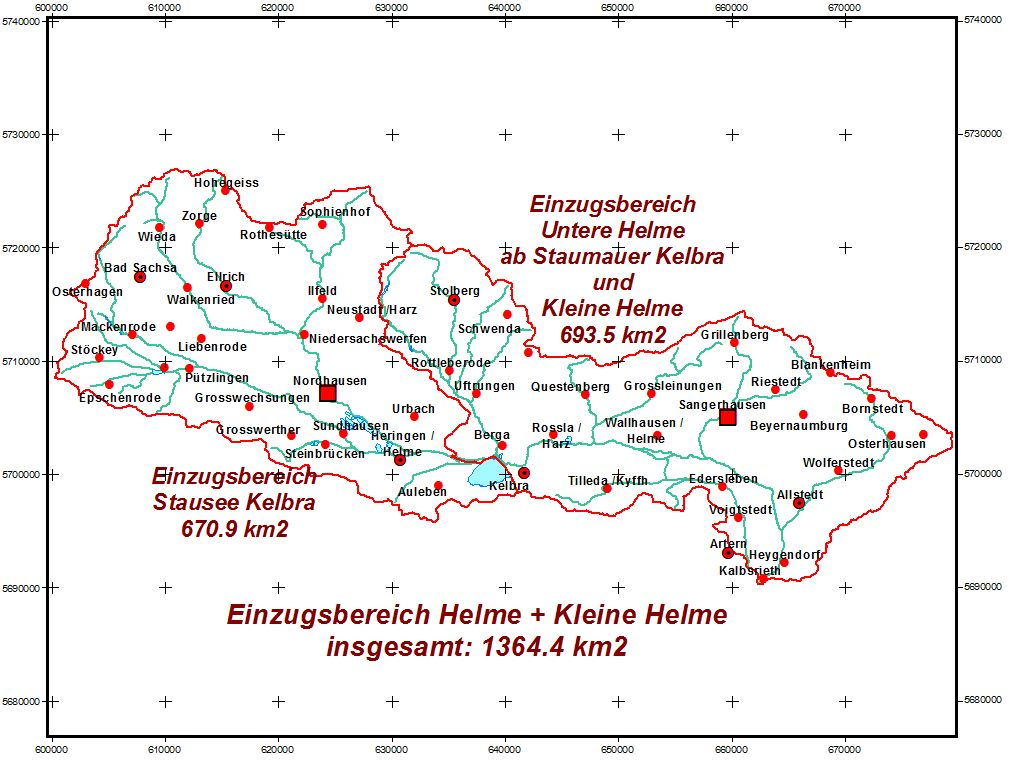
Cuenca del río Helme con las principales poblaciones.

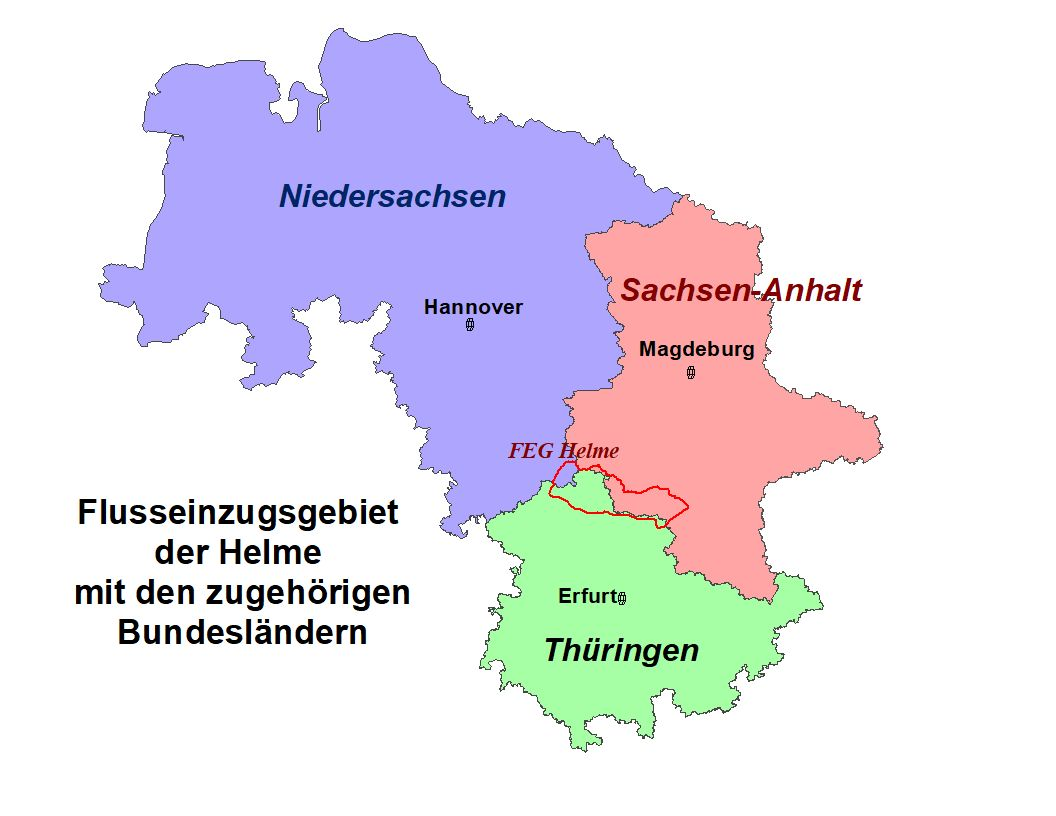
Ubicación política de la cuenca del río Helme.

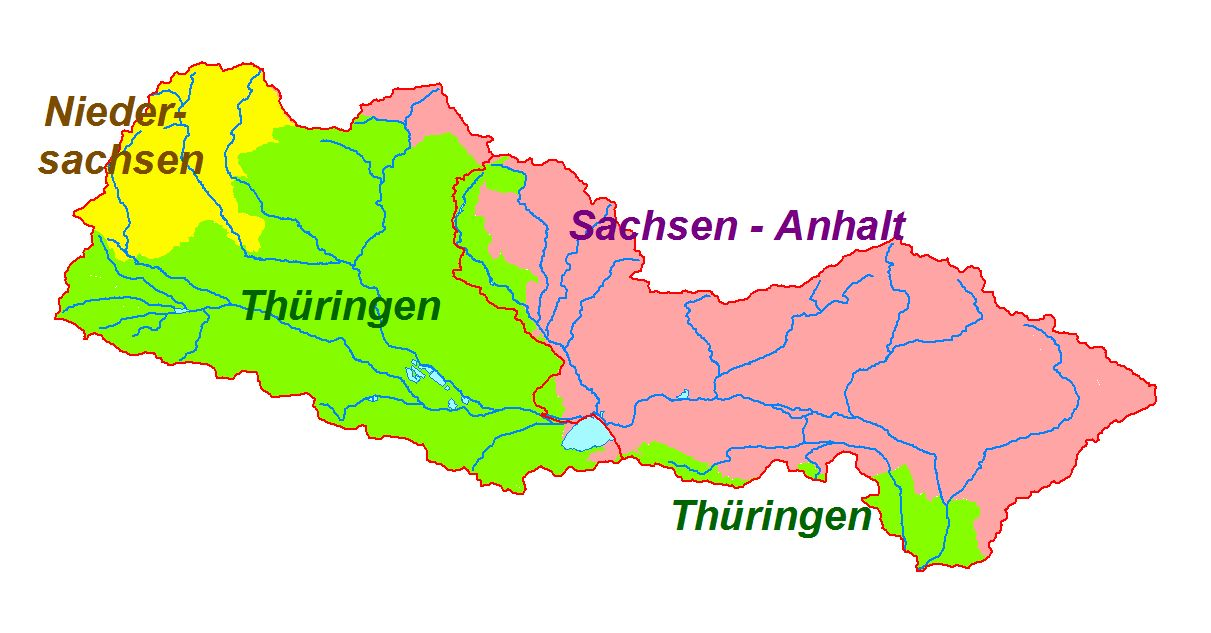
División política de la cuenca del río Helme.

- El tramo de la cuenca en Sajonia-Anhalt constituye la parte oriental de la cuenca. Se extiende sobre el Distrito Mansfeld-Südharz, allí abarca la mayor parte del antiguo Distrito de Sangerhausen y una pequeña fracción en el extremo oriente, el sur del antiguo Distrito de Eisleben.

### Problemas y consecuencias de la división política
La división política significa la dificultad del manejo integral de la cuenca, ya que el manejo de los recursos naturales fue entregado en Alemania a los estados, lo que presenta una violación a la Directiva Marco del Agua de la Comunidad Europea. Es la causa principal de las deficiencias en la regulación del balance hídrico de la cuenca, la falta de medidas de protección del suelo, más que todo en la agricultura en terrenos ondulados, lo cual da como resultado el creciente aumento de los depósitos de sedimentos en importantes reservorios de la cuenca. Crea una región subdesarrollada, con la emigración de la parte de la población mejor educada, creativa y productiva, además joven (Fuga de Cerebro), un proceso el cual puede ser irreversible. La intervención del Estado Federal es indispensable para disolver divisiones políticas artificiales de regiones que deberían estar unidos; además, para poder afrontar los retos del cambio climático, tomando el control de los recursos naturales y reorganizar su administración y manejo por cuencas naturales, tal como es demandado por la Unión Europea.

### Poblaciones importantes en la cuenca
Las ciudades más relevantes en la cuenca son las capitales de distrito Nordhausen y Sangerhausen.  Siguen las pequeñas ciudades rurales de Bad Sachsa, Ellrich,  Stolberg (Harz), Heringen (Helme), Kelbra, Allstedt y una parte de Artern. Además, existen numerosas comunidades importantes y aldeas, los de mayor importancia son:  Walkenried, Ilfeld, Stöckey, Auleben, Rossla (Harz), Wallhausen (Helme), Tilleda, Blankenheim, Voigtstedt,  Mönchpfiffel y Kalbsrieth. Debido a la división política y los cambios administrativas internos y así el marco del conteo de la población, es difícil estimar la población total de la cuenca y la dinámica de las fluctuaciones.

### Vías de comunicación en la cuenca

#### Ferrocarril
- Línea de ferrocarril 6343 Halle-Kassel; atraviesa la cuenca de este a oeste y comunica las ciudades más importantes de la cuenca Sangerhausen y Nordhausen, en la parte central de esta línea.
- Línea de ferrocarril 6300 que comunica Sangerhausen con Erfurt (sur) y Magdeburg (norte): comunica Sangerhausen con la ciudad de Artern.
- Línea de ferrocarril que comunica Nordhausen con Erfurt (sur).
- Línea de ferrocarril 1810 que comunica Nordhausen con  Northeim (noroeste).
- Línea de ferrocarril de vía estrecha. Tren turístico que comunica Nordhausen con Wernigerode  (norte), (Harzer Schmalspurbahn).[4]

#### Carreteras federales principales y autopista
- Autopista número 38 Leipzig - Göttingen atraviesa la cuenca de este a oeste por el valle del Goldene Aue.
- Carretera federal número 80, en paralelo a la autopista, de categoría local. Comunica también las ciudades más importantes del Valle Sangerhausen y Nordhausen.
- Autopista número 71 Sangerhausen- Schweinfurt, que comunica Sangerhausen con Erfurt y Schweinfurt, desviándose desde la autopista 38 en las cercanías de Sangerhausen  (en el oriente de la cuenca) hacia el sur.
- Carretera federal 243 que comunica Nordhausen con Hildesheim (noroeste).
- Carretera federal 4 con origen en Kiel (norte) hacia Núremberg (sur), pasando también por Nordhausen; atravesando la cuenca de norte a sur.
- Carretera federal 85 desde Passau (sur) hasta la comunidad de Berga, pasando por Kelbra.
- Carretera federal 86 de Straussfurt (sur) a Hettstedt (noreste), pasando por Artern y Sangerhausen, del noreste al sur la cuenca.